# Intorno a trentanni (Revisited)
Intorno a trentanni (Revisited) è il diciannovesimo album del cantautore italiano Mimmo Locasciulli, pubblicato nel 2022 dall'etichetta discografica Hobo.

## Descrizione
I primi 8 brani sono quelli del disco Intorno a trentanni del 1982, con nuovi arrangiamenti, poi ci sono le versioni dal vivo di Svegliami domattina e Gli occhi, una versione demo di Intorno a trentanni e il brano inedito Buonanotte dalla Luna.

## Tracce
CD (Hobo, HOB 22 01 CD)
1. Svegliami domattina – 5:18
2. Due ore – 4:12
3. Gli occhi – 4:02
4. Buoni propositi (feat. Brunori Sas) – 3:50
5. Intorno a trentanni (feat. Eugenio Finardi) – 4:41
6. Cala la Luna (feat. Stefano Di Battista) – 3:26
7. Lo zingaro – 3:57
8. Natalina – 3:28
9. Svegliamo domattina (live 1985) – 6:11
10. Gli occhi (live 1985) – 4:24
11. Intorno a trentanni (demo 1992) – 3:59
12. Buonanotte dalla Luna (feat. Setak) – 4:38

Durata totale: 52:06

## Formazione
- Mimmo Locasciulli - voce, pianoforte, organo, tastiere, tamburello
- Matteo Locasciulli - batteria, basso, chitarra
- Maddalena Pippa - violino
- Matteo Pippa - violino
- Virginia Romanelli - coro
- Nazareno Pomponi - coro